# Hipertermija
Hipertermija ali pireksija je stanje, pri katerem se telesna temperatura zviša nad normalno (moški 36,7±0,4 °C, ženske 36,9±0,4 °C). Nastane, ko telo proizvaja ali absorbira več toplote, kot lahko izgubi. Je urgentno stanje in zahteva takojšnje zdravljenje za preprečevanje invalidnosti in smrti.
Do hipertermije pride torej zaradi pozitivne toplotne bilance — telo sprejme in/ali proizvede več toplote kot je odda. Do takšnega stanja lahko pride v vročem in vlažnem podnebju (zaradi visoke zračne vlažnosti je ovirano oddajanje toplote z izparevanjem znoja), pri hudem telesnem naporu, dehidraciji ...